# Улица Тельмана (Санкт-Петербург)
Улица Те́льмана — улица в Невском районе Санкт-Петербурга. Широтная улица в жилом районе Севернее улицы Новосёлов, а также в историческом районе Весёлый Посёлок. Проходит от Октябрьской набережной до проспекта Большевиков. Параллельна улице Новосёлов и улице Крыленко. Участок от Октябрьской набережной до Дальневосточного проспекта фактически представляет собой внутриквартальный проезд. По участку улицы Тельмана от Дальневосточного проспекта до проспекта Большевиков проходит граница между муниципальными округами Народный и № 54.

## История
Улица получила название 3 декабря 1956 года в память о лидере немецких коммунистов Эрнсте Тельмане (1886—1944) и по комбинату тонких и технических сукон имени Эрнста Тельмана (ранее фабрика Товарищества шерстяных изделий «Торнтон», ныне ОАО «Невская мануфактура»), расположенному у начала улицы. До этого с 1930-х годов улица называлась дорогой в Весёлый посёлок.

## Пересечения
С запада на восток (по увеличению нумерации домов) улицу Тельмана пересекают следующие улицы:
- Октябрьская набережная — улица Тельмана примыкает к ней;
- Дальневосточный проспект — пересечение[уточнить];
- Искровский проспект — примыкание;
- переулок Челиева — примыкание;
- проспект Большевиков.

## Транспорт
Ближайшие к улице Тельмана станции метро — «Ломоносовская» 3-й (Невско-Василеостровской) линии (около 1,3 км по прямой от начала улицы) и «Улица Дыбенко» 4-й (Правобережной) линии (около 1,65 км по прямой от примыкания Искровского проспекта).
По участку улицы от Дальневосточного проспекта до проспекта Большевиков проходят автобусные маршруты № 12, 97, 118, 255А, 255Б и 285.
В конце улицы Тельмана расположена грузовая железнодорожная станция Нева.

## Общественно значимые объекты
- сквер Текстильщиков (у примыкания к Октябрьской набережной);
- ОАО «Невская мануфактура», бывшая фабрика «Торнтон» (у примыкания к Октябрьской набережной) — Октябрьская набережная, дом 50;
- ООО «Объединённые пивоварни Хейнекен»[4] (у пересечения с Дальневосточным проспектом) — дом 24;
- Почётное консульство Исландии в Санкт-Петербурге (у пересечения с Дальневосточным проспектом) — дом 24[уточнить];
- Российский колледж традиционной культуры Санкт-Петербурга (учебная площадка № 1 — главная) (у пересечения с Дальневосточным проспектом) — Дальневосточный проспект, дом 51;
- Брестский парк (у пересечения с Дальневосточным проспектом);
- школа № 350 — дом 34;
- автосалон «Аксель-Сити Юг» — дом 29;
- строительный гипермаркет «Максидом» (между улицей Тельмана и переулком Челиева) — дом 31;
- супермаркет «Пятёрочка» (напротив примыкания Искровского проспекта) — дом 33;
- автоцентр «Бикар» (у конца переулка Челиева) — дом 37;
- паркинг — дом 35[уточнить];
- супермаркет «РиОМАГ» — дом 48, корпус 1;
- православная школа Александра Невского [уточнить] — дом 48, корпус 2;
- ясли-сад № 123 — дом 45, корпус 2;
- лицей № 344 — дом 47;
- супермаркет «Пятёрочка» (у примыкания к проспекту Большевиков) — дом 56 / проспект Большевиков, дом 41.